# William Cockburn (lední hokejista)
William George "Bill" Cockburn  (1. března 1902 Toronto – 21. března 1967 Winnipeg) byl kanadský hokejový brankář.
Na Zimních olympijských hrách 1932 v Lake Placid získal s kanadskou reprezentací zlatou medaili.